# Goossensmolentje
Het Goossensmolentje is een verdwenen watermolen in de Nederlandse plaats Venlo.
De arts Arnold Antoon Eduard Goossens was eigenaar van een boerderij in Genraay en had deze vóór 1862 voorzien van een waterrad om boter mee te karnen. Het rad werd aangedreven door het Eugeniakanaal.
Maria Goossens, weduwe van Ferdinand Gielen, werd na een boedelscheiding in 1894 de eigenaresse. Haar bezittingen, waaronder de molen, werden in 1918 vekocht. Daarna is de molen afgebroken.
Benders Molen · Bovenste Molen · Distelmolen · Geërfdenmolen · Molen van Geurts · Goofersmolen · Goossensmolentje · Hellmolen · Holtmeule · Italiëmolen · Jansens Standerdmolen · Laaghuismolen · Lohofsmolen · Maagdenbergsmolen · Maalbekermolen · Molen van het Aldt Huys · De Meule · Munnikemolen · Oliemolen · Onderste Molen · Ottenmolen · Panhuismolen · Patersmolen · Peetersmolen · Picardiemolen · Polvermolen · Sint-Antoniusmolen · Spanjaertsmolen · Stadsmolen · Molen van Van der Steen · Rijstpelmolen Van Dinteren · Rosmolen Verzijl · Villegerveldsmolen · Watermeule · Watermolen Lomm · Weizemolen · Wymarse Molen